# Нагаев, Садык Ибрагимович
Садык Ибрагимович Нагаев (13 мая 1909, Кучук-Узень, Таврическая губерния — 14 сентября 1971, Ташкент) — советский архитектор. Автор ряда проектов в Узбекской ССР. Член Союза архитекторов СССР.

## Биография
Родился 13 мая 1909 года в деревни Кучук-Узень в семье крестьянина. В 12 лет потерял родителей и старшую сестру, после чего работал с братом по найму.
Окончил семилетнюю школу в Симферополе. С 1925 по 1928 год учился в Бахчисарайском художественно-промышленном техникуме. В 1929 году по путёвке комсомола поступил в Московский индустриальный техникум, который окончил в 1931 году. С 1931 по 1936 год учился в Московском архитектурном институте, где его преподавателями были Алексей Щусев, братья Веснины и Иван Жолтовский. Его одногрупником был другой крымскотатарский архитектор Якуб Усеинов.
После окончания института работал в Крыму. Принимал участие в разработке проекта реконструкции Южного берега Крыма. Спроектировал школу в Аутке и водолечебницу в Симеизе.
В 1938 году получил рекомендацию на работу по становлению и развитию градостроительства Узбекской ССР. Нагаев стал одним из авторов проекта Большого Ферганского канала. В годы Великой Отечественной войны работал во Владивостоке в сфере оборонной промышленности. После окончания войны стал одним из основателей Республиканского института «Узгоспроект» и факультета архитектуры Ташкентского политехнического института.
В 1950-е годы являлся главным архитектором Ташкентской области, а позже — Янгиюля. Автор проектов жилых домов и водохранилища в Ташкенте, библиотеки и гидролизного завода в Янгиюле. Разработал генеральный план Алмалыка.
Увлекался музыкой, играл на фортепьяно и мандолине. Со слов Садыка Нагаева композитор Яя Шерфединов записал ряд крымскотатарских песен, вошедших в работу «Звучит хайтарма».
Скончался в 1971 году.
В 2010 году в крымскотатарском музее искусств состоялась выставка «Наследники традиций», приуроченная к юбилею Нагаева.

## Семья
Дети — Эдигер Нагаев (1939—1968), Зарема Нагаева (род. 1949) и Ибраим-Герей Нагаев (род. 1951), также архитекторы.